# Бабаходжаев, Абдусамат Хантураевич
Абдусамат Хантураевич Бабаходжаев (12 декабря 1904 года, Шерабад — 28 января 1975 года, Узбекская ССР) — известный учёный-востоковед, доктор исторических наук, профессор; государственный и общественный деятель, дипломат.
А. Х. Бабаходжаев был первым узбекским дипломатом, выступившим с трибуны Организации Объединённых Наций.

## Биография
А. Х. Бабаходжаев родился в 12 декабря 1904 года в центре Шерабадского бекства Бухарского эмирата. Свою трудовую деятельность начал с 1920 года. После окончания финансовой академии в Ленинграде он с 1934 года работал редактором Республиканской торгово-финансовой газеты, а с 1938 года — педагогом в Ташкентском финансово-экономическом институте, причём в 1935—1938 годах был одновременно директором Ташкентского финансово-экономического учебного комбината.
А. Х. Бабаходжаев был выдвинут секретарём Сурхандарьинского обкома партии, избирался депутатом Верховного Совета Узбекской ССР. В 1944 году он окончил курсы дипломатических работников в Москве и работал в Министерстве иностранных дел Узбекской ССР заведующим отделом, заместителем министра, а в 1948—1952 годах — Министром иностранных дел Узбекской ССР. В 1950 году А. Х. Бабаходжаев в составе делегации принимал участие на V сессии Генеральной Ассамблеи ООН. Он был первым узбекским дипломатом, выступившим с трибуны ООН.
С 1948 года А. Х. Бабаходжаев работал в системе Академии наук Узбекской ССР. Был директором Института экономики, старшим научным сотрудником Института востоковедения, заведующим отделом того же Института, 1953—1964 годы — директор Института истории и археологии, а с 1964 года возглавлял сектор по проблеме развивающихся стран Востока в Институте востоковедения им. Беруни.
В октябре 1948 года А. Х. Бабаходжаев защитил диссертацию на соискание учёной степени кандидата исторических наук на тему: «Бухаро-афганские отношения и происки британского империализма в Средней Азии (1907—1924 гг.)». В июле 1959 года защитил диссертацию на соискание учёной степени доктора исторических наук на тему: «Провал английской политики в Средней Азии и на Среднем Востоке в период признания Советского государства де-факто и де-юре». В 1962 году ВАК СССР утвердил А. Х. Бабаходжаева в учёном звании профессора по специальности «востоковедение».
За заслуги перед Родиной А. Х. Бабаходжаев удостоен ряда правительственных наград и грамот Президиума Верховного Совета Узбекской ССР.
А. Х. Бабаходжаев скончался после тяжёлой болезни 28 января 1975 года.